# Comperiella indica
Comperiella indica är en stekelart som beskrevs av Ayyar 1934. Comperiella indica ingår i släktet Comperiella och familjen sköldlussteklar. Inga underarter finns listade i Catalogue of Life.